# Chen Kun
Chen Kun (陈坤), né le 4 février 1976 à Chongqing, est un acteur et chanteur chinois.
Formé à l'Académie du cinéma de Pékin dans la même promotion que Zhao Wei, il a jusqu'à aujourd'hui principalement tourné au petit écran. Néanmoins, il a fait quelques apparitions importantes dans Balzac et la petite tailleuse chinoise, "Painted Skin" ou encore "The Knot".
Pour ce dernier film, il a d'ailleurs obtenu un Huabiao du meilleur acteur en 2007.

## Filmographie

### Cinéma
- 1999 : Guoge ou National Anthem
- 2002 : Balzac et la petite tailleuse chinoise de Dai Sijie
- 2003 : Kongshoudao shanu zu ou Kungfu Girls
- 2004 : Lian Ai zhong de Bao Bei ou Baober in Love
- 2004 : Yuan yang hu die ou A West Lake Moment
- 2006 : The Door (post-production)
- 2006 : Li fa shi ou The Music Box
- 2006 : The Knot
- 2008 : Painted Skin
- 2008 : Playboy Cops
- 2009 : Mulan, la guerrière légendaire
- 2009 : The Founding of a Republic
- 2012 : Flying Swords Of Dragon Gate de Tsui Hark
- 2013 : Bends de Flora Lau
- 2021 : The Yinyang Master

### Télévision
- Qing Zheng Jin Sheng / The Life Proved By Love (2008)
- Endless Love / C'est La Vie, Mon Cheri (2008 - TVB)
- The Conquest (2007)
- Legend of Heroic Duo
- The True Princess (天下有情人之名扬花鼓)
- Vancouver (CCTV, 2003)
- The Story of a Noble Family
- Pink Ladies
- Shuang Xiang Pao
- Hao Xiang Hao Xiang Tan Lian Ai
- Chang Jian Xiang Si
- Yin Xie Dao
- Hong Se Di Tan Hei Se Meng
- Business Family
- Fei Ni Bu Ke (CCTV, 2002)
- Love In Sunshine
- Love Story in Shanghai (2000)
- Bei jing huan ying ni (北京欢迎你) pour les jeux Olympiques à Pékin en 2008

## Promotion et ambassadeur

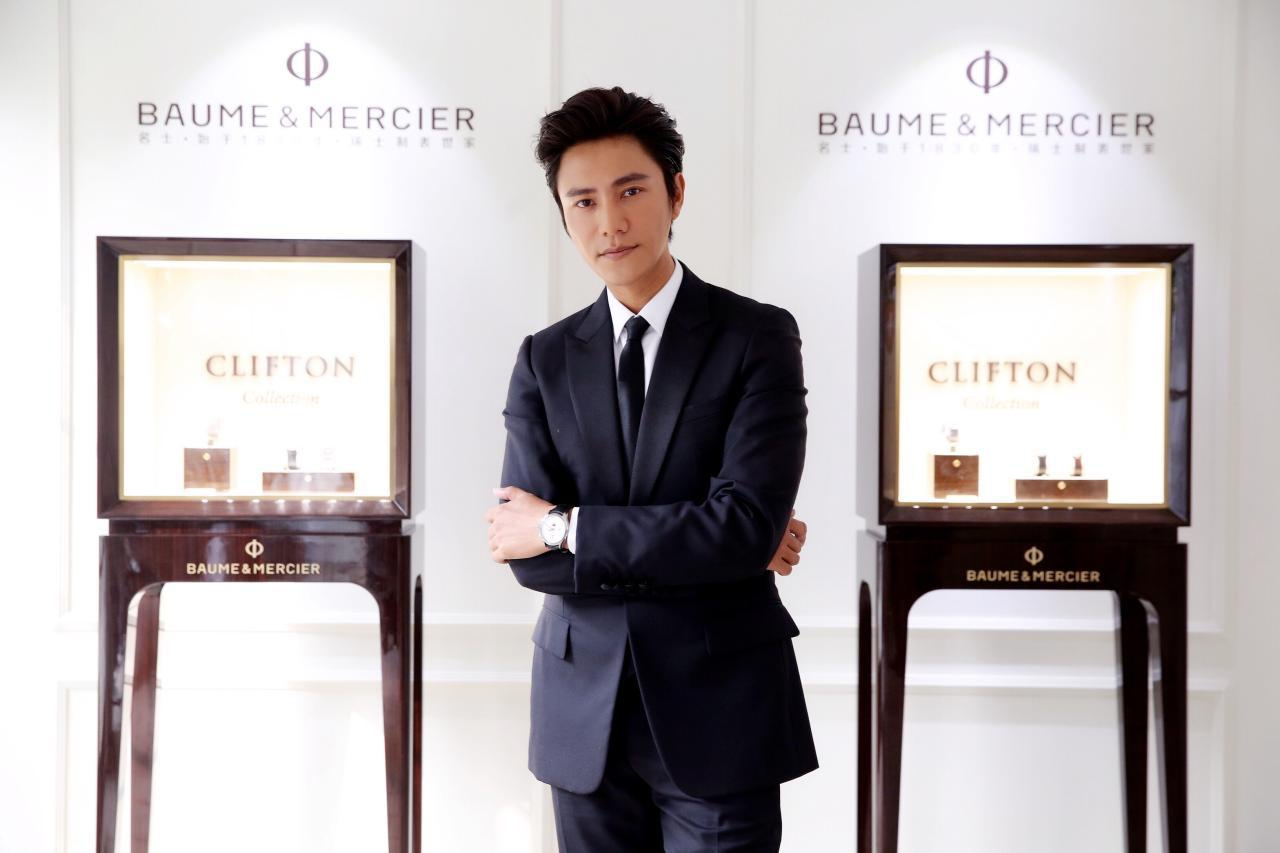
Chen Kun lors d'un événement de Baume & Mercier à Pékin.

En 2012, Chen Kun est devenu la deuxième célébrité masculine chinoise à voir son mannequin de cire exposé au musée Madame Tussauds de Shanghai. Il a été nommé ambassadeur de l'UNICEF pour la Chine.
En 2014, il est devenu ambassadeur d'honneur de la marque Huawei en Chine.